# KamAZ-6540
Der KamAZ-6540 (russisch КамАЗ-6540) ist ein schwerer Lastwagen aus der Produktion des KAMAZ-Werks in Nabereschnyje Tschelny. Das vierachsige Fahrzeug basiert technisch auf dem KamAZ-65115 und ist unterhalb des neueren KamAZ-65201 angesiedelt, der eine höhere Nutzlast und ein größeres Gesamtgewicht erreicht.

## Fahrzeugbeschreibung

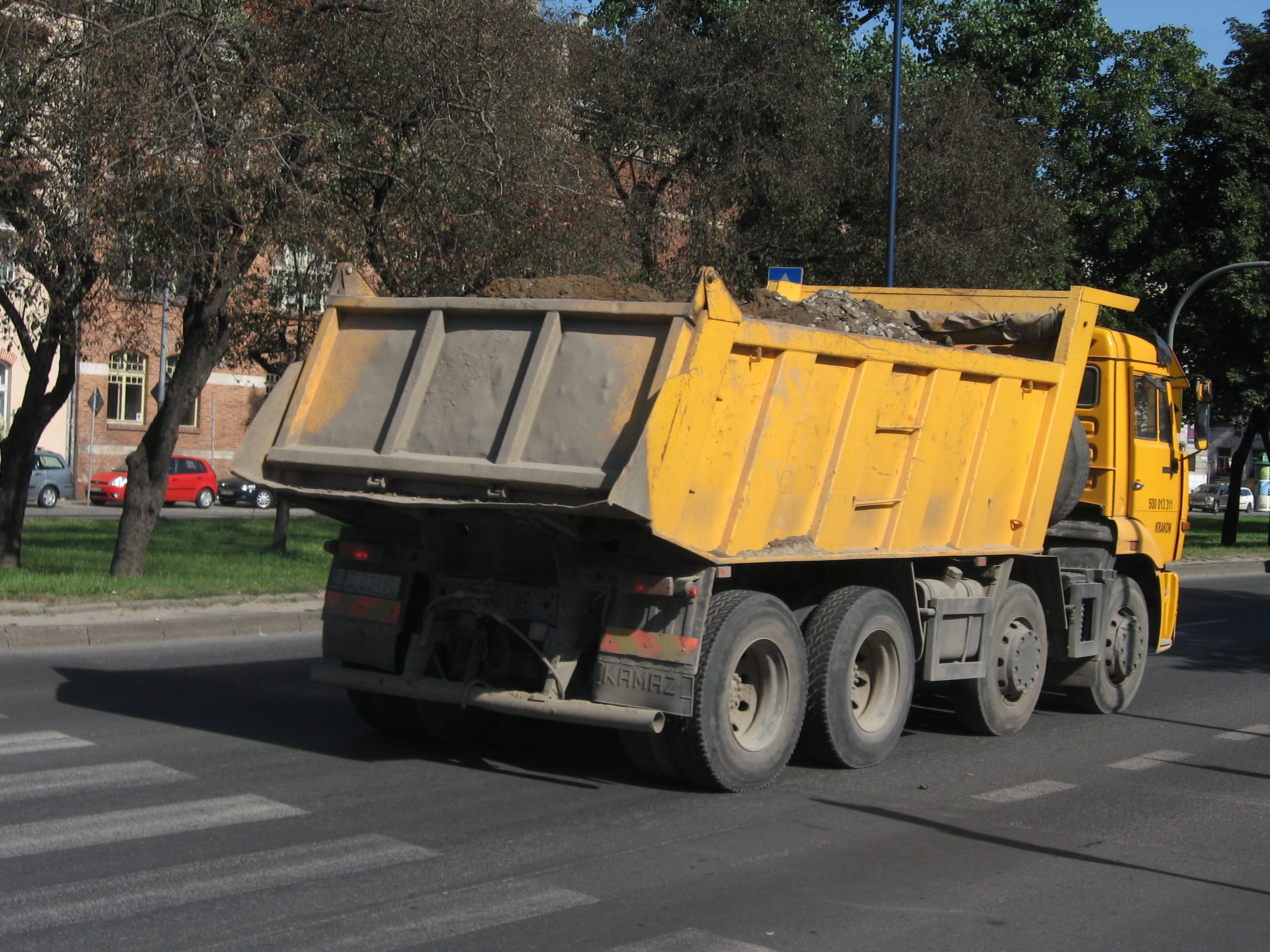
Heckansicht des gleichen Fahrzeugs (2010)

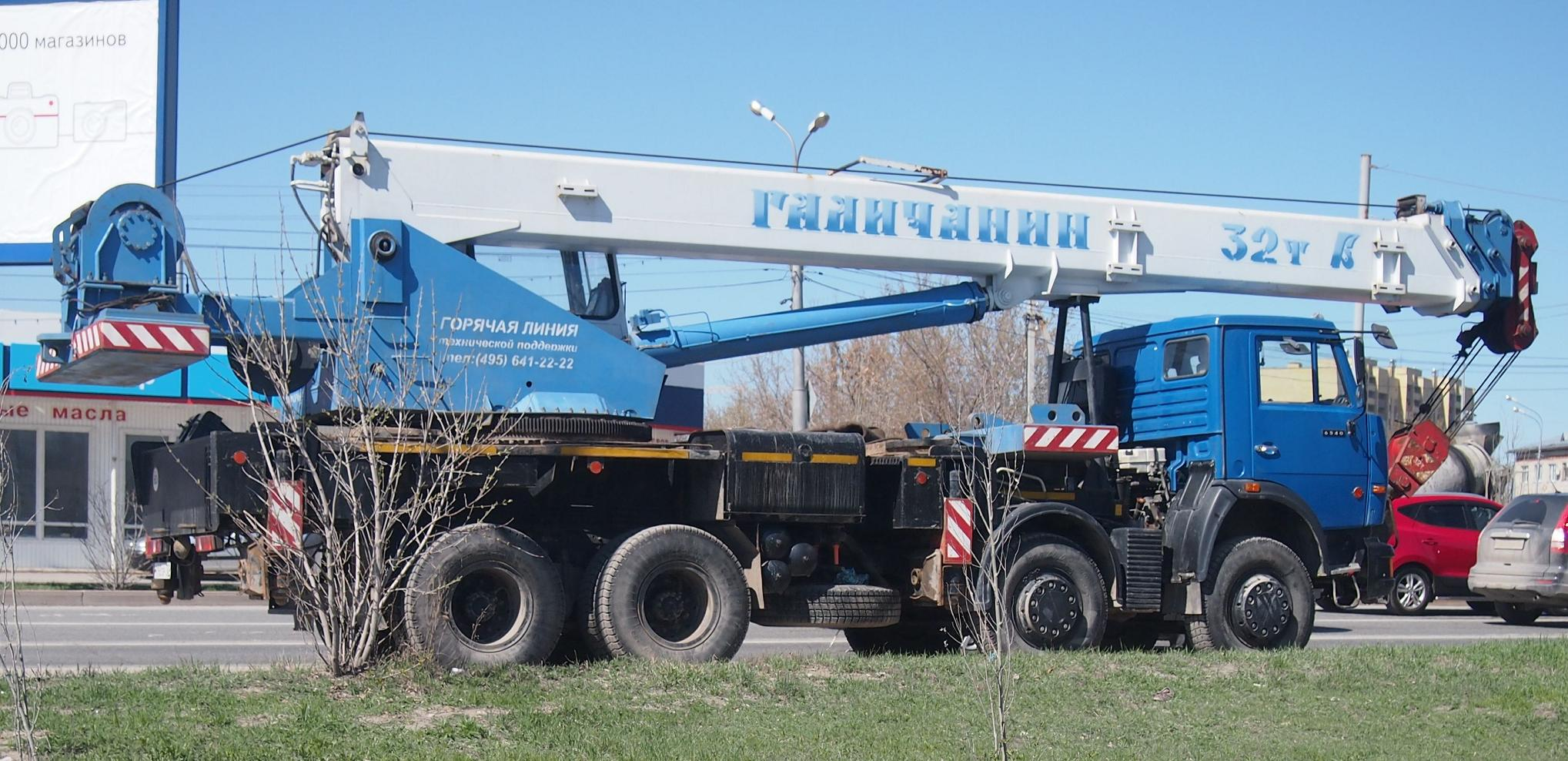
Mobilkran KS-55729 auf Basis eines KamAZ-6540 in Tjumen (2014)

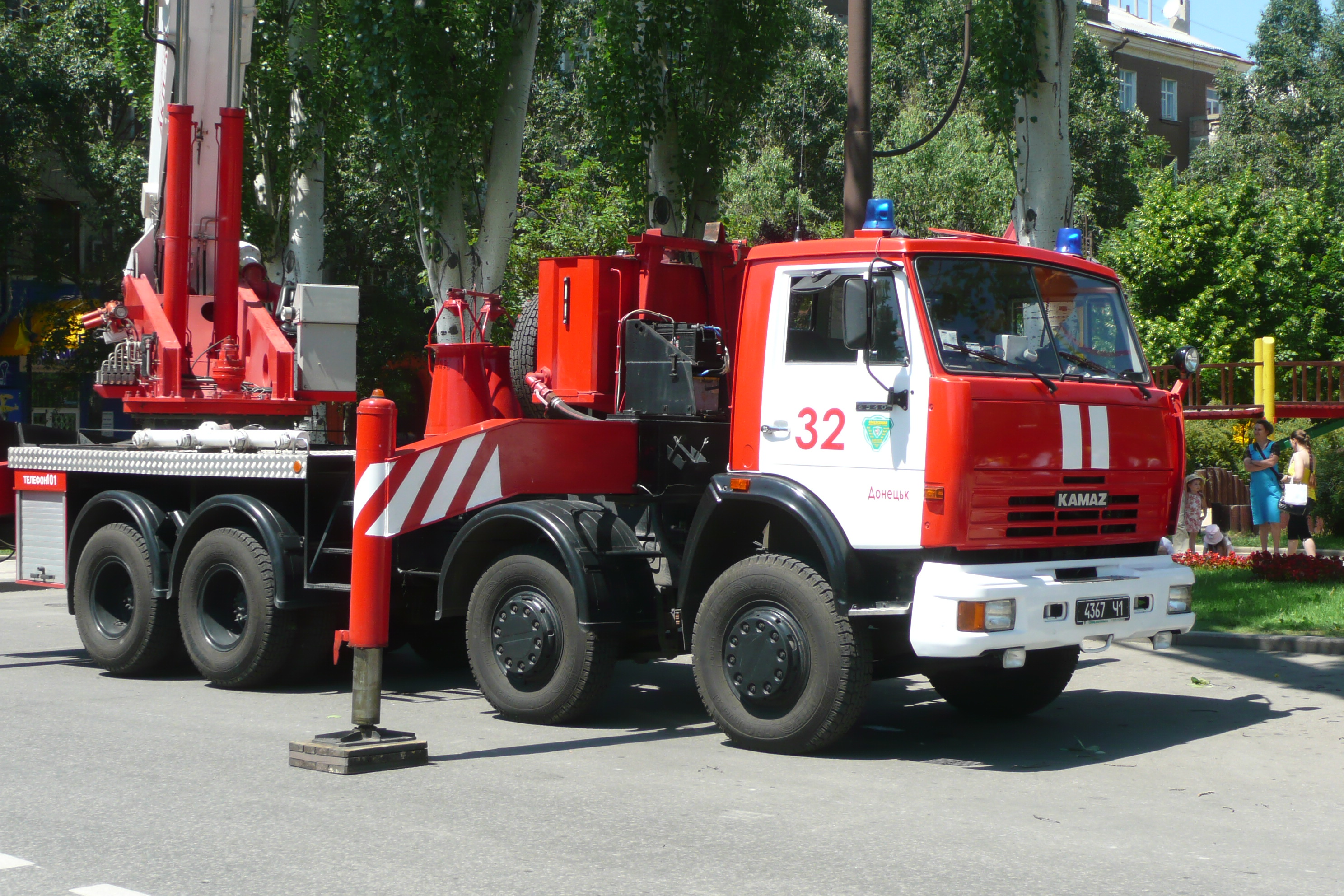
KamAZ-6540 als Feuerwehrfahrzeug in Donezk (2011)

Der KamAZ-6540 wurde 1996 auf Basis des KamAZ-65115 entwickelt. Der Rahmen wurde verlängert sowie eine zusätzliche lenkbare Vorderachse montiert. So entstand der erste Serienlastwagen von KAMAZ mit vier Achsen. Die Nutzlast wurde um 3,5 Tonnen auf 18,5 Tonnen angehoben, auch das Leergewicht stieg durch den Umbau an.
Wann genau die Serienfertigung begann ist nicht völlig klar. Mindestens jedoch ab Mitte 2001 war das Fahrzeug regulär käuflich zu erwerben. In frühen Ausführungen wurden Motoren aus hauseigener Produktion von KAMAZ montiert. Dabei kamen leicht unterschiedliche V8-Dieselmotoren vom Typ KamAZ-740 zum Einsatz, die 260 PS (191 kW) bis 280 PS (206 kW) leisten. Diese Motoren haben 10,85 Liter Hubraum und erfüllen maximal die Abgasnorm EURO 3. Auch als Getriebe kam mit dem Typ KamAZ-154 ein Eigenprodukt zum Einsatz. Dabei handelt es sich um Fünfgangschaltgetriebe, dem eine zweistufe Untersetzung nachgeschaltet wurde.
In der aktuellen Version wird ein Reihensechszylinder-Dieselmotor von Cummins Engine verwendet. Das Triebwerk leistet 298 PS (219 kW) bei einem deutlich geringerem Hubraum von nur noch 6,7 Liter. Als Getriebe kommt ein Neungangschaltgetriebe vom deutschen Unternehmen ZF Friedrichshafen zum Einsatz. Das Fahrzeug ist für den Nahverkehr konzipiert und hat keinen Schlafplatz und nur einen verhältnismäßig kleinen Tank.
KAMAZ baut schon seit langem neben der Version als Kipper auch Fahrgestelle. Diese werden für Spezialaufbauten wie Feuerwehrfahrzeuge oder Autokräne genutzt.

## Technische Daten
Die hier aufgeführten Daten gelten für Kipper vom Typ KamAZ-6540, wie sie 2016 gefertigt wurden. Die älteren Ausführungen unterscheiden sich hauptsächlich durch die oben genannte, geänderte Motorisierung. Über die Bauzeit hinweg und aufgrund verschiedener Modifikationen an den Fahrzeugen können einzelne Werte leicht schwanken.
- Motor: Viertakt-R6-Dieselmotor
- Motortyp: Cummins ISB6.7e4 300
- Leistung: 298 PS (219 kW)
- Hubraum: 6,7 l
- maximales Drehmoment: 1097 Nm
- Verdichtung: 17,3:1
- Abgasnorm: EURO 4
- Getriebe: manuelle Neungang-Schaltgetriebe
- Getriebetyp: ZF 9S1310
- Kupplung: mechanische Einscheibenkupplung
- Höchstgeschwindigkeit: 100 km/h
- Tankinhalt: 210 l
- Bordspannung: 24 V
- Lichtmaschine: 28 V, 2000 W
- Batterie: 2 × 190 Ah, 12 V, in Reihe verschaltet
- Antriebsformel: 8×4

Abmessungen und Gewichte
- Länge: 7660 mm
- Breite: 2550 mm
- Höhe: 3020 mm
- Radstand: 1800 + 2080 + 1320 mm
- Wendekreis: 22 m
- maximal befahrbare Steigung: 25 %
- Inhalt der Kippmulde: 11 m³
- Kipprichtung: nach hinten
- maximaler Kippwinkel: 55°
- Leergewicht: 12.425 kg
- Zuladung: 18.500 kg
- zulässiges Gesamtgewicht: 31.000 kg
- Achslast vorne (Doppelachse): 12.200 kg
- Achslast hinten (Doppelachse): 18.800 kg
- Reifengröße: 11.00R20 oder 11.00R22,5